# Ладария Феррер, Луис
Луис Франсиско Ладария Феррер (исп. Luis Francisco Ladaria Ferrer; род. 19 апреля 1944, Манакор, Мальорка) — испанский кардинал, куриальный сановник и иезуит. Титулярный архиепископ Тибики с 9 июля 2008 по 29 июня 2018. Секретарь Конгрегации доктрины веры с 9 июля 2008 по 1 июля 2017. Префект Конгрегации доктрины веры с 1 июля 2017 по 1 июля 2023. Председатель Международной теологической комиссии и Папской Библейской Комиссии с 1 июля 2017 по 1 июля 2023. Председатель Папской Комиссии Ecclesia Dei с 1 июля 2017 по 19 января 2019. При всём этом он ещё преподаёт в Папском Григорианском Университете (где он проживает) и сохраняется активным членом Международной Теологической Комиссии. Кардинал-дьякон с титулярной диаконией Сант-Иньяцио-ди-Лойола-а-Кампо-Марцо с 28 июня 2018.

## Ранние годы, образование и священство
Луис Франсиско Ладария Феррер родился в Манакоре, на острове Мальорке (Испания), и обучался в Мадридском университете, получил высшее образование со степенью в праве в 1966 году. Ладария Феррер вступил в общество Иисуса 17 октября 1966 года. После посещения Папского университета Комильяс в Мадриде и Дипломированную школу философии и богословия Святого Георгия во Франкфурте-на-Майне, Германия, Ладария был рукоположён в духовный сан 29 июля 1973 года.

## Научная и богословская деятельность
Ладария Феррер позднее получил свою докторантуру в богословии в Папском Григорианском Университете в 1975 году, с диссертацией озаглавленной : Святой Дух в Иларии Пиктавийском. В этом же самом году, он стал профессором догматического богословия в Папского Университета Комильяс, позднее принимая ту же самую должность в Папском Григорианском Университете Рима в 1984 году. Ладария был вице-ректором Григорианы с 1986 года по 1994 год, и членом Международной Теологической комиссии с 1992 года по 1997 год. Ладария Феррер также служил советником Конгрегации Доктрины Веры с 1995 года.
В марте 2004 года, Ладария Феррер был назначен Генеральным секретарём Международной Теологической комиссии. Ладария, начиная с 2006 года, вёл оценку Святого Престола концепции лимба, то есть судьбы детей, которые умирают перед получением таинства Крещения; он имел мнение, что там существует надежда, что эти дети будут способны найти спасение и наслаждаться блаженным видением.

## В Конгрегации доктрины веры
9 июля 2008 года, Ладария Феррер был назначен Секретарём Конгрегации доктрины веры и титулярным архиепископом Тибики папой римским Бенедиктом XVI. Как Секретарь, Ладария является вторым высшим должностным лицом этой дикастерии под руководством, сначала, кардинала Уильяма Левады, а потом архиепископа Герхарда Мюллера. Ладария Феррер наследовал пост архиепископу Анджело Амато, салезианцу, который был сделан префектом Конгрегации по Канонизации Святых. Однако Ладария Феррер сохраняет свою роль в рамках Международной Теологической Комиссии. Его епископская ординация имела место 26 июля 2008 года. Ординацию совершал кардинал Тарчизио Бертоне, салезианец — государственный секретарь Святого Престола и камерленго, ему сослужили кардинал Уильям Джозеф Левада — префект Конгрегации Доктрины Веры и епископ Терни-Нарни-Амелии Винченцо Палья.

## Кардинал
20 мая 2018 года папа римский Франциск объявил, что 14 прелатов будут возведены в достоинство кардиналов на консистории от 28 июня 2018 года, среди которых было названо имя и архиепископа Луиса Ладарии Феррера.
28 июня 2018 года Ладария Феррер возведён в кардиналы-дьяконы с титулярной диаконией Сант-Иньяцио-ди-Лойола-а-Кампо-Марцо.

## Взгляды
Ладария Феррер рассматривается как богослов традиционного толка, то есть является сторонником возвращения к более ранним источникам, традициям и символам Церкви. Он также является специалистом по патрологии и христологии. 13 ноября 2008 года, архиепископ Ладария Феррер был назначен советником в Конгрегацию по делам Епископов. В то время как 31 января 2009 года Ладария Феррер был назначен советником Папского Совета по Содействию Христианском Единству.
22 апреля 2009 года Ладария Феррер оставил пост Генерального секретаря Международной теологической комиссии и на этом посту его сменил доминиканец Шарль Мореро, швейцарец, ректор Папского Университета Святого Фомы Аквинского «Ангеликум» в Риме.

## Переговоры с братством Святого Пия X
Ладария Феррер — член Комиссии Святого Престола, которой поручен диалог со священническим братством Святого Пия X, который начался 26 октября 2009 года. Другие члены Комиссии — отец Шарль Мореро, (доминиканец), монсеньор Фернандо Окарис, генеральный викарий Opus Dei и отец Карл Йозеф Беккер, иезуит, советник Конгрегации Доктрины Веры.
Однако в феврале 2011 года, Бернар Фелле заявил, что переговоры о примирении с Ватиканом скоро подойдут к концу, с небольшими изменениями во взглядах обеих сторон. В дополнение к спорам по поводу изменений, внесённых Вторым Ватиканским собором, новые проблемы были созданы планами по беатификации Папы римского Иоанна Павла II. Фелле сказал, что запланированная беатификация Папы Иоанна Павла II 1 мая 2011 года представляет "серьёзную проблему, проблема понтификата, который вызвал вещи поступавшим не по дням, а по часам в неправильном направлении, а «прогрессивные» линий, ко всему этому, они называют «духом Второго Ватиканского собора».

## Префект Конгрегации доктрины веры
1 июля 2017 года Папа Франциск принял отставку кардинала Герхарда Людвига Мюллера, по окончании его пятилетнего срока, в качестве префекта Конгрегации доктрины веры, председателя Папской комиссии «Ecclesia Dei», Папской библейский комиссии и Международной богословской комиссии, и назвал его преемником на этих постах монсеньора Луис Франсиско Ладария Феррера, иезуита, титулярного архиепископа Тибики, секретарь Конгрегации доктрины веры.
1 июля 2023 года Папа Франциск отправил в отставку, по достижении мандата пребывания в должности, кардинала Луиса Франсиско Ладарию Феррера и назначил его преемником на посту префекта монсеньора Виктора Мануэля Фернандеса, архиепископа Ла-Платы. Монсеньор Фернандес приступит к своим обязанностям в середине сентября 2023 года.

## Труды
- El Espíritu santo en san Hilario de Poitiers, Madrid, 1977;
- El Espíritu en Clemente Alejandrino, Madrid, 1980;
- Antropología teológica, Madrid-Rom, 1983, 2/1987 (ital. 1986);
- San Hilario de Poitiers, Madrid, 1986;
- La cristología de Hilario de Poiters, Rom, 1989;
- Teología del pecado original y de la gracia, Madrid, 1993, 5/2007;
- Antropologia teologica (nuova edizione), Rom-Casale Monferrato, 1995, 4/2007;
- El Dios vivo y verdadero. El misterio de la Trinidad, Salamanca, 1998, 3/2005 (ital. 1999, 3/2005 ; port. 2005);
- La Trinidad misterio de comunión, Salamanca, 2002, 2/2007 (ital. 2004, 2/2008);
- Jesucristo, salvación de todos, Madrid, 2007.